# Jugo (Alava)
Pour les articles homonymes, voir Jugo.

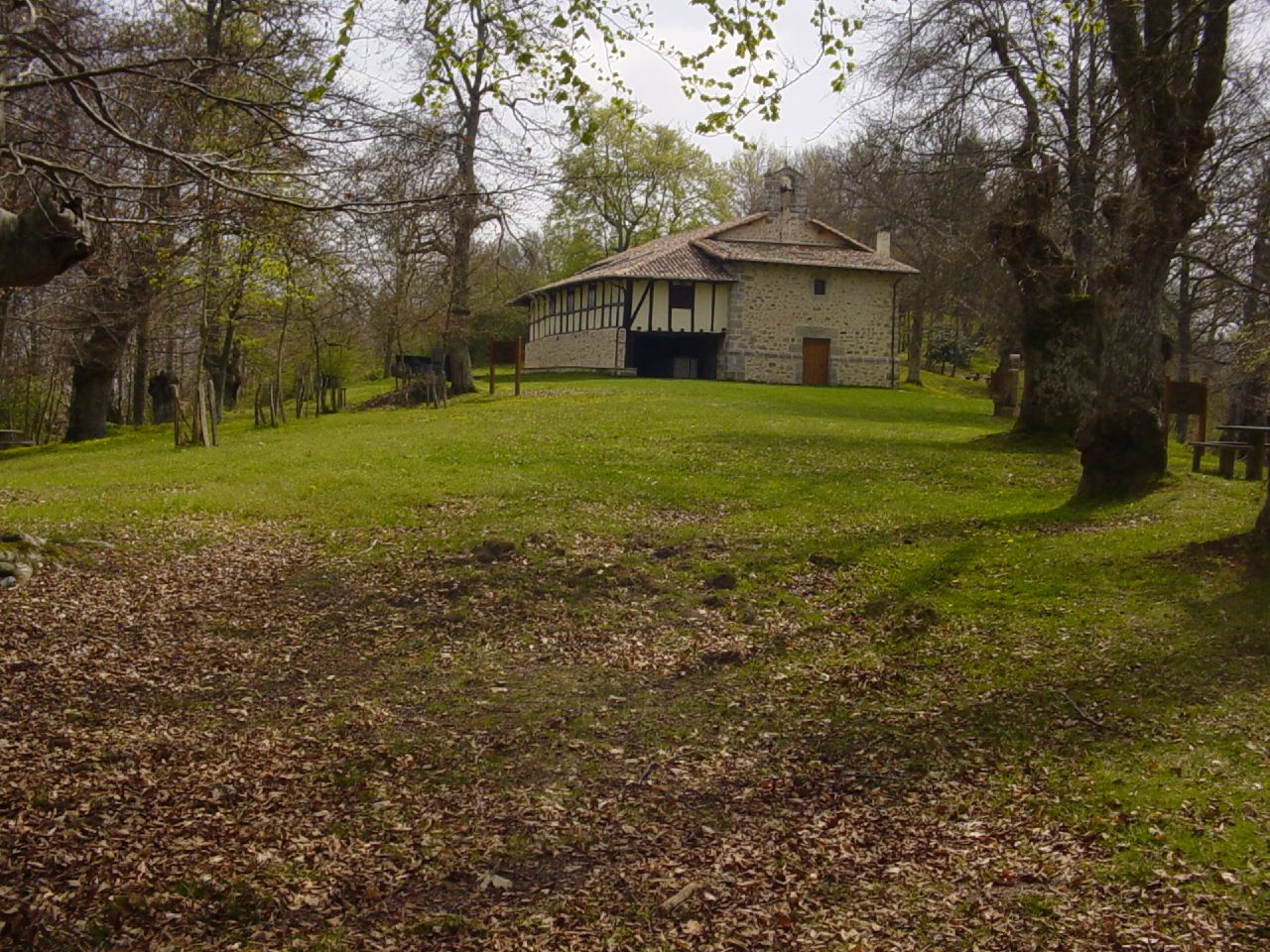
Chapelle de Jugo

Jugo est une commune ou une contrée appartenant à la municipalité de Zuia dans la province d'Alava, située dans la Communauté autonome basque en Espagne.